# Evgheni Vesnik
Evgheni Iakovlevici Vesnik (n. 15 ianuarie 1923, Petrograd, RSFS Rusă, URSS – d. 10 aprilie 2009, Moscova, Rusia; în rusă Евгений Яковлевич Весник) a fost un actor de teatru și film rus și sovietic, regizor de teatru, maestru literar, publicist, autor al unui număr de scenarii pentru radio și televiziune. A primit distincția de Artist al Poporului din URSS în 1989. A luptat în Al Doilea Război Mondial.

## Filmografie
- Othello (1955) – Roderigo
- Old Khottabych (1957) – guard policeman
- The Adventures of Buratino (1959) – Father Carlo (voce)
- An Ordinary Miracle (1965) – hunter
- Urme în ocean – Ivan Prokofevici Elțov, navigator
- Strong with Spirit (1967) – Voronchuk
- I Loved You (1968) – Pavel Golikov
- Trembita (1968) – Bogdan Susik
- The New Adventures of the Elusive Avengers (1968) – Polpovnik
- Ded Moroz and Summer (1969, Short) – truck driver / policeman / doctor (voce)
- Seven Old Men and a Girl (1970, film TV) – sports complex director
- Adventures of the Yellow Suitcase (1970) – Airport manager
- Officers (1971) – paramedic
- We Didn't Learn This (1976) – Ivan Andreevich, glavniy arkhitektor
- Die Fledermaus (1979, TV Movie) – Prosecutor
- The Adventures of the Elektronic (1979, TV Mini-Series) – Math Teacher 'Tarator'
- The Theme (1979) – Igor Paschin, writer
- The Fairfax Millions (1980) – Police Commissioner
- Dog in Boots (1981, Short) – Cardinal's Cat (voice)
- Sorcerers (1982, TV Movie) – chairman of the commission
- Act, Manya! (1991) – biologist and geneticist Yevgeni Danilovitch
- Weather Is Good on Deribasovskaya, It Rains Again on Brighton Beach (1992) – Monya, ex-radist
- What a Mess! (1995) – doctor
- Maestrul și Margareta (2006) – profesor Stravinskiy (ultimul rol de film)